# Kontroll (film)
Kontroll är en ungersk film som hade biopremiär i Ungern den 20 november 2003, i regi av Nimród Antal.

## Handling
Filmen handlar om mannen Bulcsú som spelas av Sándor Csányi. Bulcsú sover och lever sitt liv helt och hållet i tunnelbanesystemet. Han jobbar som biljettkontrollant för tunnelbaneföretaget tillsammans med sin egen grupp. Han åker flera gånger på stryk och hotas av flera andra i företaget och inte minst av Skuggan.

## Om filmen
Tunnelbanan där filmen spelades in är Budapests tunnelbana.

## Priser och utmärkelser
Kontroll har blivit nominerad totalt 17 gånger i olika filmfestivaler, bland annat Filmfestivalen i Cannes och vunnit 16 av dessa.

## Rollista (i urval)
- Sándor Csányi - Bulcsú
- Zoltán Mucsi - Professor
- Csaba Pindroch - Muki
- Sándor Badár - Lecsó
- Zsolt Nagy - Tibi
- Bence Mátyási - Gyalogkakukk (Bootsie)
- Gyözö Szabó - Skuggan
- Eszter Balla - Szofi
- László Nádasi - Laci
- Péter Scherer - Chief
- Lajos Kovács - Béla
- Károly Horváth - Tamás
- György Cserhalmi - Bossen
- János Kulka - Feri
- László Bicskei Kis - Doki

### Fotnoter
1. ↑  ”Kontroll” (på engelska). Internet Movie Database. 20 november 2025. http://www.imdb.com/title/tt0373981/releaseinfo?ref_=tt_ov_inf. Läst 20 september 2016.